# Beyond: Two Souls
Beyond: Two Souls là trò chơi thuộc thể loại điện ảnh tương tác, hành động phiêu lưu dành riêng cho máy chơi game PlayStation 3, và được phát triển bởi Quantic Dream. Trò chơi được ra mắt vào 8 tháng mười 2013 tại Bắc Mỹ, 9 tháng mười 2013 tại Úc, 11 tháng mười 2013 tại châu Âu, và 17 tháng mười 2013 tại Nhật Bản.
Trò chơi kể về Jodie Holmes, một trong hai nhân vật mà người chơi điều khiển. Người còn lại là một thực thể bí ẩn có tên Aiden - là một linh hồn riêng biệt có một liên kết tâm linh với Jodie từ khi cô mới sinh ra. Nhân vật Jodie được lồng tiếng và mô phỏng chuyển động bởi nữ diễn viên Ellen Page. Nathan Dawkins cũng được đóng vai bởi Willem Dafoe, là một người làm nghiên cứu trong một trung tâm nghiên cứu các hiện tượng huyền bí (DPA) và cũng là người chăm sóc Jodie.
Beyond: Two Souls được ra mắt vào Liên hoan phim Tribeca 2013. Trò chơi nhận được nhiều lời phê bình tích cực từ khi được phát hành. Doanh số bán hàng đã đạt mức một triệu bản trên toàn thế giới.

## Cách chơi
Beyond: Two Souls là một trò chơi hành động-phiêu lưu, yêu cầu người chơi di chuyển nhân vật và tương tác với môi trường hoặc nhân vật khác để tiếp tục câu chuyện. Ban đầu người chơi được điều khiển nhân vật Jodie di chuyển ở môi trường trong trò chơi. Nhưng bất cứ lúc nào, người chơi đều có thể chuyển sang điều khiển Aiden. Aiden là một thực thể vô hình, có thể di chuyển xuyên qua tường, trần nhà hay các vật cản khác; nhưng bị giới hạn trong một phạm vi bán kính nhất định xung quanh Jodie vì liên kết tâm linh giữa Jodie và Aiden.

## Cốt truyện
Hồi còn bé, Jodie Holmes (Caroline Wolfson) sống trên một căn cứ quân sự với cha mẹ nuôi của cô. Từ khi mới sinh, Jodie đã sở hữu một kết nối tâm linh với một thực thể bí ẩn tên là Aiden, nhờ đó mà cô có những khả năng tâm linh đặc biệt mà những người khác không có.